# Форгария нел Фриули
Форга̀рия нел Фриу̀ли (на италиански: Forgaria nel Friuli; на фриулски: Forgjarie, Форгярие) е село и община в Северна Италия, провинция Удине, автономен регион Фриули-Венеция Джулия. Разположено е на 270 m надморска височина. Населението на общината е 1854 души (към 2010 г.).